# Johnny Mowlem

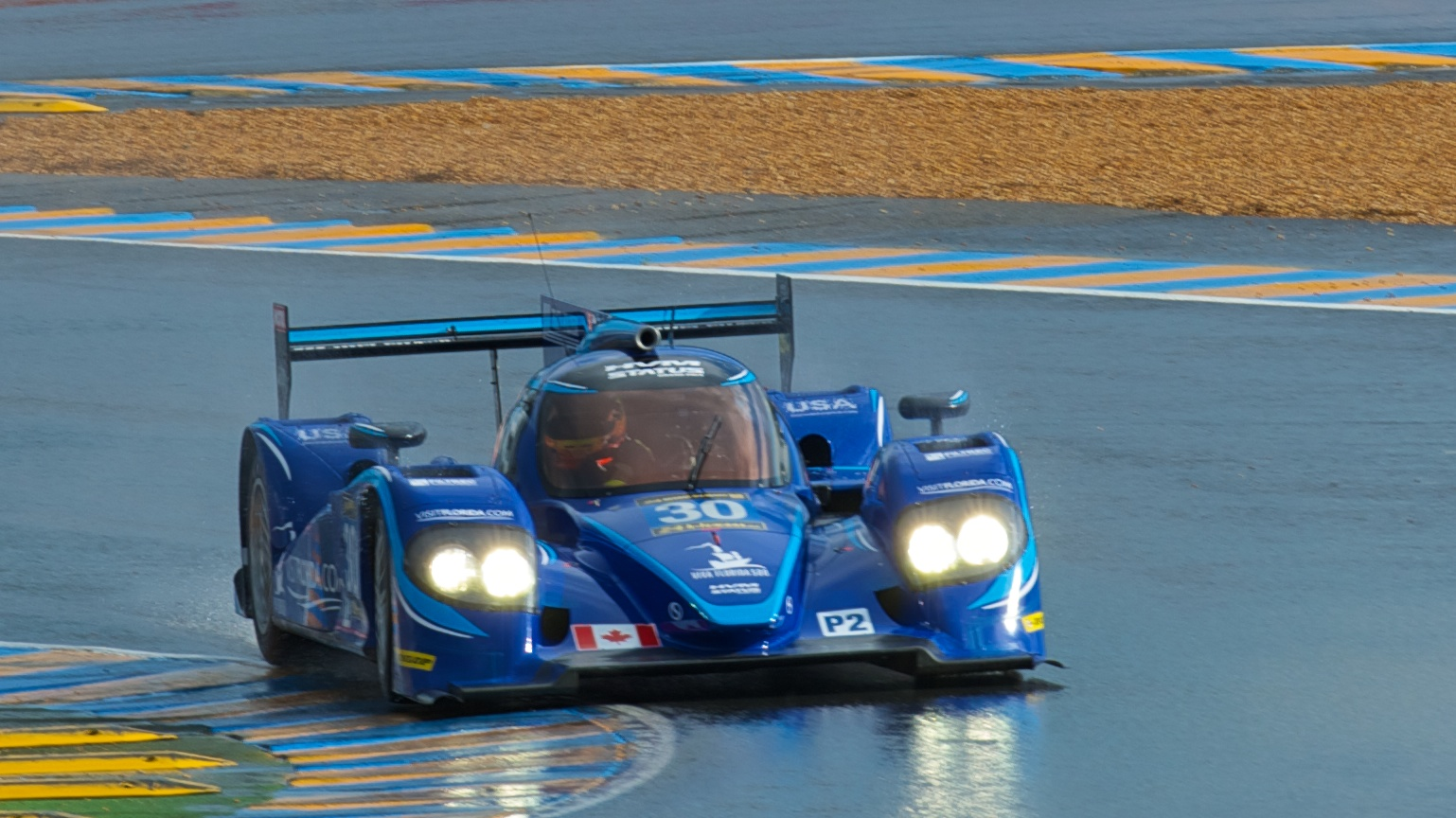
Der von Johnny Mowlem gefahrene Lola B12/80 beim 24-Stunden-Rennen von Le Mans 2013

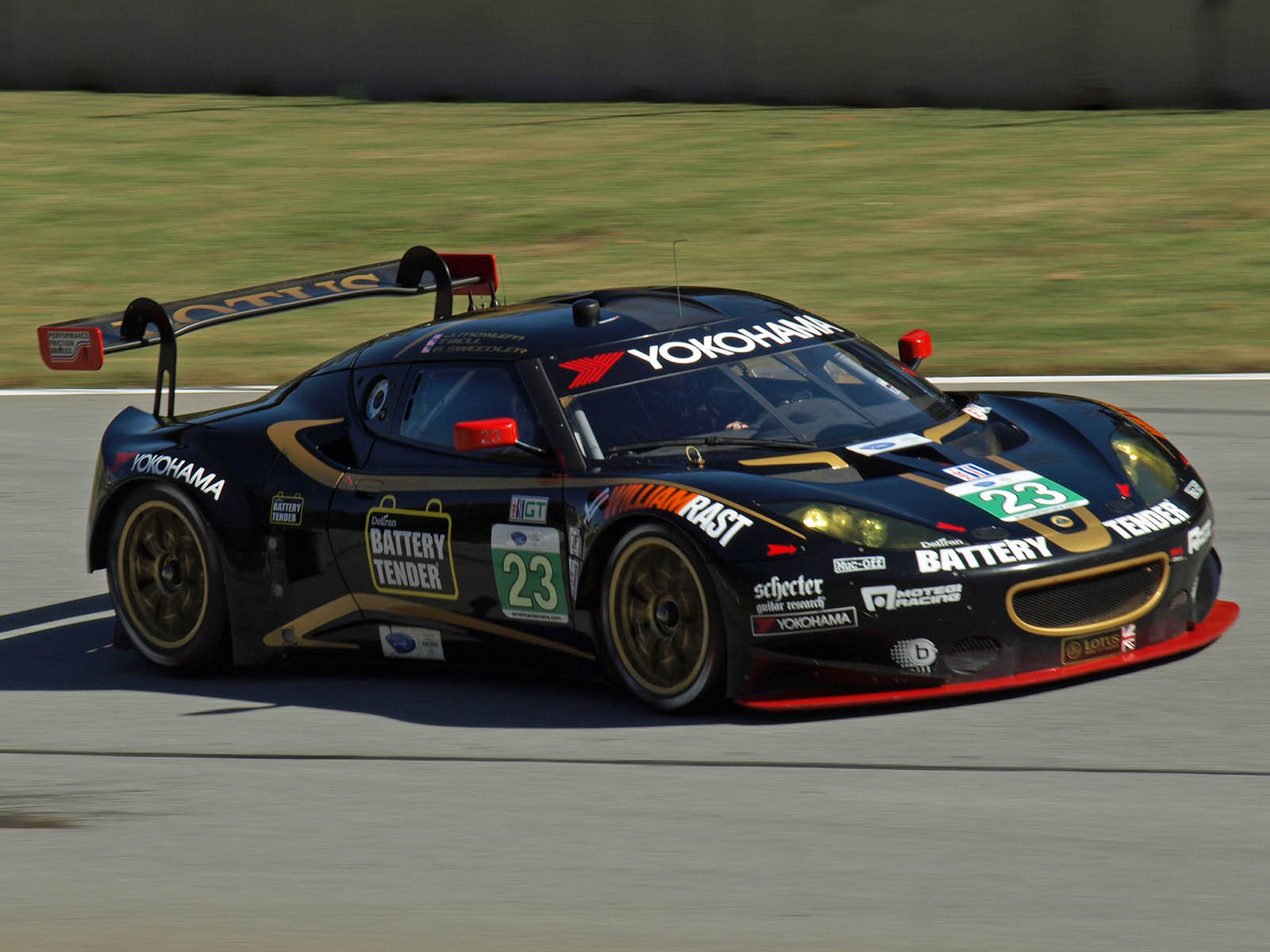
Der Lotus Evora GTE von Townsend Bell, Bill Sweedler und Johnny Mowlem beim Petit Le Mans 2012

John Philip „Johnny“ Mowlem (* 12. Februar 1969 in London) ist ein britischer Autorennfahrer.

## Karriere als Rennfahrer
Johnny Mowlems frühe Jahre als Rennfahrer waren von finanziellen Problemen geprägt. Laut eigener Auskunft verdiente er nach seinem Debüt 1989 zehn Jahre kein Geld mit dem Motorsport. Nach seinem ersten Formel-Ford-Rennen sorgte er abseits des aktiven Rennsports für sein Einkommen. Er arbeitete als Fahrlehrer, Mädchen für alles bei der Brands Hatch racing school und Rennmechaniker in der Formula First. Den Einstieg in den professionellen Rennsport ermöglichten ihm einerseits sein Großvater, der ihm eine ansehnliche Erbschaft hinterließ, und Jackie Stewart, der ihm einen Nachwuchstest im Rennstall seines Sohnes verschaffte. Er fuhr zwei Jahre mit mäßigem Erfolg in der britischen Formel-3-Meisterschaft und wanderte danach nach Mallorca aus, um dort in einer Yachtvermietung zu arbeiten.
Erst der dritte Karrierestart führte 1996 zum Erfolg. Johnny Mowlem hatte seine Ambition als Monopostopilot bis in die Formel 1 zu kommen, aufgegeben und bestritt nunmehr GT-Rennen. 1996 und 1997 wurde er Meister im britischen Porsche Cup und wechselte 1999 in die American Le Mans Series. 2000 gab er mit dem 17. Gesamtrang sein Debüt beim 24-Stunden-Rennen von Le Mans. Er wurde zum vielbeschäftigten Rennfahrer, der für eine Fülle von Rennteams in den unterschiedlichsten Rennserien an den Start ging. Bis zum Ablauf der Rennsaison 2020 ging er bei 201 GT- und Sportwagenrennen an den Start, wobei ihm zehn Klassensiege gelangen. 
Zehnmal ging er beim 24-Stunden-Rennen von Le Mans an den Start und neunmal beim 12-Stunden-Rennen von Sebring. 2013 gewann er gemeinsam mit Matt Griffin auf einem Ferrari F458 Italia die GTE-Klasse der European Le Mans Series. Im Dezember 2016 erklärte er seinen Rücktritt als Fahrer, den er nur einen Monat später revertierte.

## Statistik

### Le-Mans-Ergebnisse
| Jahr | Team                      | Fahrzeug               | Teamkollege      | Teamkollege          | Platzierung | Ausfallgrund  |
| ---- | ------------------------- | ---------------------- | ---------------- | -------------------- | ----------- | ------------- |
| 2000 | Seka Racing International | Porsche 911 GT3-R      | Sascha Maassen   | David Murry          | Rang 17     |               |
| 2001 | Ecurie Ecosse             | Saleen S7-R            | Ian McKellar     | Bruno Lambert        | Ausfall     | Ventilschaden |
| 2003 | Risi Competizione         | Ferrari 360 Modena GT  | Shane Lewis      | Butch Leitzinger     | Ausfall     | Motorschaden  |
| 2006 | ACEMCO Motorsports        | Saleen S7R             | Terry Borcheller | Christian Fittipaldi | Rang 11     |               |
| 2007 | Risi Competizione         | Ferrari F430 GT        | Mika Salo        | Jaime Melo           | Ausfall     | Wasserpumpe   |
| 2008 | Creation Autosportif      | Creation CA07          | Marc Goossens    | Stuart Hall          | Rang 24     |               |
| 2011 | Jetalliance Racing Team   | Lotus Evora GTE        | Jonathan Hirschi | James Rossiter       | Rang 22     |               |
| 2013 | HVM Status GP             | Lola B12/80            | Jonathan Hirschi | Tony Burgess         | Ausfall     | Unfall        |
| 2014 | Ram Racing                | Ferrari 458 Italia GT2 | Mark Patterson   | Archie Hamilton      | Rang 32     |               |
| 2020 | Red River Racing          | Ferrari 488 GTE Evo    | Charlie Hollings | Bonamy Grimes        | Rang 41     |               |

### Sebring-Ergebnisse
| Jahr | Team                        | Fahrzeug                | Teamkollege      | Teamkollege    | Teamkollege | Platzierung             | Ausfallgrund |
| ---- | --------------------------- | ----------------------- | ---------------- | -------------- | ----------- | ----------------------- | ------------ |
| 1999 | Reiser Callas Rennsport     | Porsche 911 Carrera RSR | David Murry      |                |             | Ausfall                 | Motorschaden |
| 2000 | Skea Racing International   | Porsche 911 GT3-R       | David Murry      |                |             | Rang 11                 |              |
| 2002 | Harlow Motorsport – Ricardo | Porsche 911 GT3-R       | Terry Rymer      | Mike Youles    |             | Ausfall                 | Motorschaden |
| 2003 | White Lightning             | Porsche 911 GT3-RS      | Niclas Jönnson   | Craig Stanton  |             | Rang 11                 |              |
| 2004 | ACEMCO Motorsports          | Saleen S7-R             | Terry Borcheller | David Brabham  |             | Rang 23                 |              |
| 2005 | ACEMCO Motorsports LLC.     | Saleen S7-R             | Terry Borcheller | Ralf Kelleners |             | Ausfall                 | kein Öldruck |
| 2007 | Risi Competizione           | Ferrari F430 GT         | Jaime Melo       | Mika Salo      |             | Rang 12 und Klassensieg |              |
| 2011 | Iconik Energy Drinks WRO    | Oreca FLM09             | Olivier Lombard  | Luca Moro      |             | Ausfall                 | Mechanik     |
| 2016 | BAR1 Motorsports            | Oreca FLM09             | Mark Drumwright  | Ryan Lewis     | Don Yount   | Rang 31                 |              |